# Шена (британская певица)
Трейси Элизабет МакСуин (англ. Tracey Elizabeth McSween), более известная как Shèna (Shèna Winchester) — британская хаус-певица, известна вокалом в песне Майкла Грея: «The Weekend» (2004).

## Биография
Родилась в Рединге, в музыкальной семье. Отец — музыкант калипсо.
Она училась в Королевской музыкальной академии и получила диплом исполнителя классического, музыкального театра и коммерческой музыки, а также сертификат учителя.
После окончания академии она начала свою музыкальную карьеру под псевдонимом Shena.

## Карьера
Shena начала свою карьеру с участия в мюзиклах и гастролями по миру. В дальнейшем она стала записывать вокал для других поп-певиц и достигла успеха с кавером на песню «Let the Beat Hit 'Em, Part 2». Ее вокал использовался в хите «Happiness» и повлиял на хит «Bota (Badest of Them All)». В 2008 году она заняла первое место в британских чартах с песней «Watch Out», а ее самым успешным проектом стала песня «The Weekend» Майкла Грея. Shena также работала с другими продюсерами и записала несколько треков в стиле танцевальной музыки.

## Личная жизнь
Вышла замуж за музыканта и продюсера Джеймса Дэвида Винчестера. Детей нет.

## Дискография

### Альбомы
- B.I.T.C.H. (2003)
- One Man Woman (2009)
- 2079 (2010)
- My Brave Face (2011)